# Johann Peter Stupfel
Johann Peter Stupfel (* 2. Juni 1725 in Mussig bei Schlettstadt im Elsass; † nach 1793) war ein deutscher Staatsbeamter des Heiligen Römischen Reichs, Schriftsteller und Publizist.

## Leben
Stupfels Eltern waren der in Mussig praktizierende Chirurg Johann Michael Stupfel und dessen Ehefrau Anna Maria, geborene Zollerin. Nach dem Studium der Rechtswissenschaften schlug er die Laufbahn eines Staatsdieners ein und wirkte zunächst als Finanzbeamter in Lauterburg. Auf dem Höhepunkt seiner beruflichen Karriere war er Hofrat des Fürstbischofs von Speyer August von Limburg-Stirum. In einer Zeit, in der Elsass und Lothringen erneut von Frankreich bedroht waren, diesmal seitens der französischen Revolutionsarmee, trat Stupfel für die Restitution des Heiligen Römischen Reichs in die von Frankreich schon zuvor besetzten und annektierten Reichsgebiete ein und kämpfte patriotisch mit öffentlichen Publikationen gegen zeitgenössische geistige und politische Strömungen an, denen seine Heimat ausgesetzt war.

## Werke (Auswahl)
- Der Deckel von dem Hafen oder das Elsasser Volksbüchlein. Zur nöthigen Belehrung in den gegenwärtigen Zeiten. Straßburg, Frankfurt und Leipzig 1790 (books.google.de).
- Archives d'Alsace ou recueil des actes publics concernans cette province pour servir de pieces justificatives aux considérations et aux questions d'état sur la même province, avec un discours préliminaire. 1790 (books.google.de).
- Der Deckel von dem Hafen oder das Elsaßer Lehrbuch für gegenwärtige Zeiten. Neue, vermehrte und nach den gegenwärtigen Umständen eingerichtete Auflage. 1791 (books.google.de).
- Flüchtige Betrachtungen über die Kurbrandenburgische Ministerialnote vom 19ten May 1791 in Betrefe der Elsasser Angelegenheiten des teutschen Reiches, 1791.
- Die Oberherrschaft und Oberlehnherrlichkeit Kaisers und Reichs über die Reichsständischen Landen, unmittelbare Territorien und Reichsstädte in Elsaß und Lothringen, blos aus öffentlichen Akten und Friedensschlüssen bewiesen, mit praktischen Anmerkungen über das Reichsgutachten vom 6ten August 1791. Teutschland im November 1791 (books.google.de).
- Widerlegung des Gutächtlichen Vortrages bey der französischen Nationalversammlung vom 1. Februar 1792. über das Schreiben Kaiserlicher Majestät Leopolds II. glorreichesten Andenkens an des Königs von Frankreich Majestät in den bekannten Elsaßer und Lothringer Streitsache vom 3. Dezember 1791. Schließlicher Anhang zu der jüngst erschienenen Abhandlung über die noch bestehende Oberherrschaft und Oberlehenherrlichkeit Kaiser und Reichs in beträchtlichen Theilen von Elsaß und Lothringen. April 1792. (books.google.de).
- Patriotische Anzeige an Kaiser und Reich wider den Verfasser und Verleger der, unter dem Titel: „Bemerkungen usw. über die Considérations sur la province d'Alsace etc. nebst flüchtigen Betrachtungen über die gegenwärtige Lage der elsaßer Angelegenheiten und einige Vorsichten usw. Colmar 1793“ ausgebreiteten Druckschrift. Deutschland, 1793 (books.google.de).